# Distretto di Ikalamavony
Il distretto di Ikalamavony è un distretto del Madagascar situato nella regione di Haute Matsiatra. Ha per capoluogo la città di Ikalamavony.
La popolazione del distretto è di 84 685 abitanti (censimento 2011).